# Milewo
Milewo (deutsch Millewen, 1938 bis 1945 Millau) ist ein zur Gemeinde Kalinowo (Kallinowen, 1938 bis 1945 Dreimühlen) zählendes Dorf im nordöstlichen Masuren in der polnischen Woiwodschaft Ermland-Masuren, Powiat Ełcki (Kreis Lyck).

## Geographische Lage
Das Dorf befindet sich vier Kilometer nordöstlich der Ortschaft Kalinowo (deutsch Kallinowen, 1938 bis 1945 Dreimühlen) an der über Maże (Maaschen, 1938 bis 1945 Maschen) nach Cimochy (Groß Czymochen, 1938 bis 1945 Reuß) führenden Woiwodschaftsstraße DW 661. Zwischen Maże und Milewo befindet sich mit 186,3 Meter Höhe eine der höchsten Erhebungen im Landkreis Ełk.

## Geschichte
Der Ort Millewen wurde Ende des 15. Jahrhunderts erstmals urkundlich erwähnt.
1656 erfuhr Millewen durch den Einfall der mit Polen verbündeten Tataren weitgehende Zerstörung.
Zum 27. Mai 1874 wurde im Zuge einer preußischen Gemeindereform neu ein Amtsbezirk Wiersbowen (1932 bis 1938: Wierzbowen, 1938 bis 1945: Waldwerder, polnisch : Wierzbowo) gebildet, der neben Millewen die Gemeinden Groß Czymochen, Kiehlen, Sanien, Soczien, Thurowen und Wiersbowen und den Gutsbezirk Czymochen umfasste.
Am 1. Dezember 1910 waren in Millewen insgesamt 611 Einwohner gemeldet.
Dezember 1915 wurde Millewen mit einem eigenen Bahnhof an die Lycker Kleinbahnen angebunden, die zwischen der Kreisstadt Lyck und Thurowen (polnisch: Turowo) verkehrte (bis 1997).
Aufgrund der Bestimmungen des Versailler Vertrags stimmte die Bevölkerung im Abstimmungsgebiet Allenstein, zu dem Millewen gehörte, am 11. Juli 1920 über die weitere staatliche Zugehörigkeit zu Ostpreußen (und damit zu Deutschland) oder den Anschluss an Polen ab. In Millewen stimmten 440 Einwohner für den Verbleib bei Ostpreußen, auf Polen entfiel keine Stimme.
1933 wurde Millewen vom Amtsbezirk Wiersbowen zum Amtsbezirk Kallinowen umgegliedert.
1933 waren in Millewen 598 Einwohner verzeichnet.
Millewen wurde am 3. Juni 1938 im Zuge der massiven Eindeutschung von Ortsnamen masurischer, polnischer oder litauischer Herkunft in Millau umbenannt.
1939 hatte Millau nur noch 512 Einwohner.
Zwischen Mai und Ende 1943 wurde in Millau die 1. Kosaken-Division unter dem Kommando von General Helmuth von Pannwitz aufgestellt. Diese Kavallerie-Division bestand mehrheitlich aus übergelaufenen oder gefangenen Kosaken und kam u. a. in Jugoslawien bei der Partisanenbekämpfung zum Einsatz.
Nach Ende des Zweiten Weltkrieges 1945 fiel das zum Deutschen Reich (Ostpreußen) gehörende Millau an Polen. Die ansässige deutsche Bevölkerung wurde, soweit sie nicht geflüchtet war, nach 1945 größtenteils vertrieben bzw. ausgesiedelt und neben der angestammten masurischen Minderheit durch Neubürger aus anderen Teilen Polens ersetzt.
Der Ort Millau wurde in der polnischen Schreibweise des historischen Ortsnamens in „Milewo“ umbenannt und ist heute Sitz eines Schulzenamtes (polnisch Sołectwo) innerhalb der Gmina Kalinowo.
Von 1975 bis 1998 gehörte Milewo zur damaligen Woiwodschaft Suwałki, kam dann 1999 zur neu gebildeten Woiwodschaft Ermland-Masuren.

## Religionen
Bis 1945 war Millewen in die evangelische Kirche Kallinowen in der Kirchenprovinz Ostpreußen der Kirche der Altpreußischen Union un din die römisch-katholische Kirche in Prawdzisken (1934 bis 1945: Reiffenrode) im Bistum Ermland eingepfarrt.
Heute gehört Milewo zur katholischen Pfarrei Kalinowo im Bistum Ełk der Römisch-katholischen Kirche in Polen. Die evangelischen Einwohner orientieren sich zur Kirchengemeinde in der Stadt Ełk (Lyck), einer Filialgemeinde der Pfarrei in Pisz (Johannisburg) in der Diözese Masuren der Evangelisch-Augsburgischen Kirche in Polen.